# Stealth (techniek)

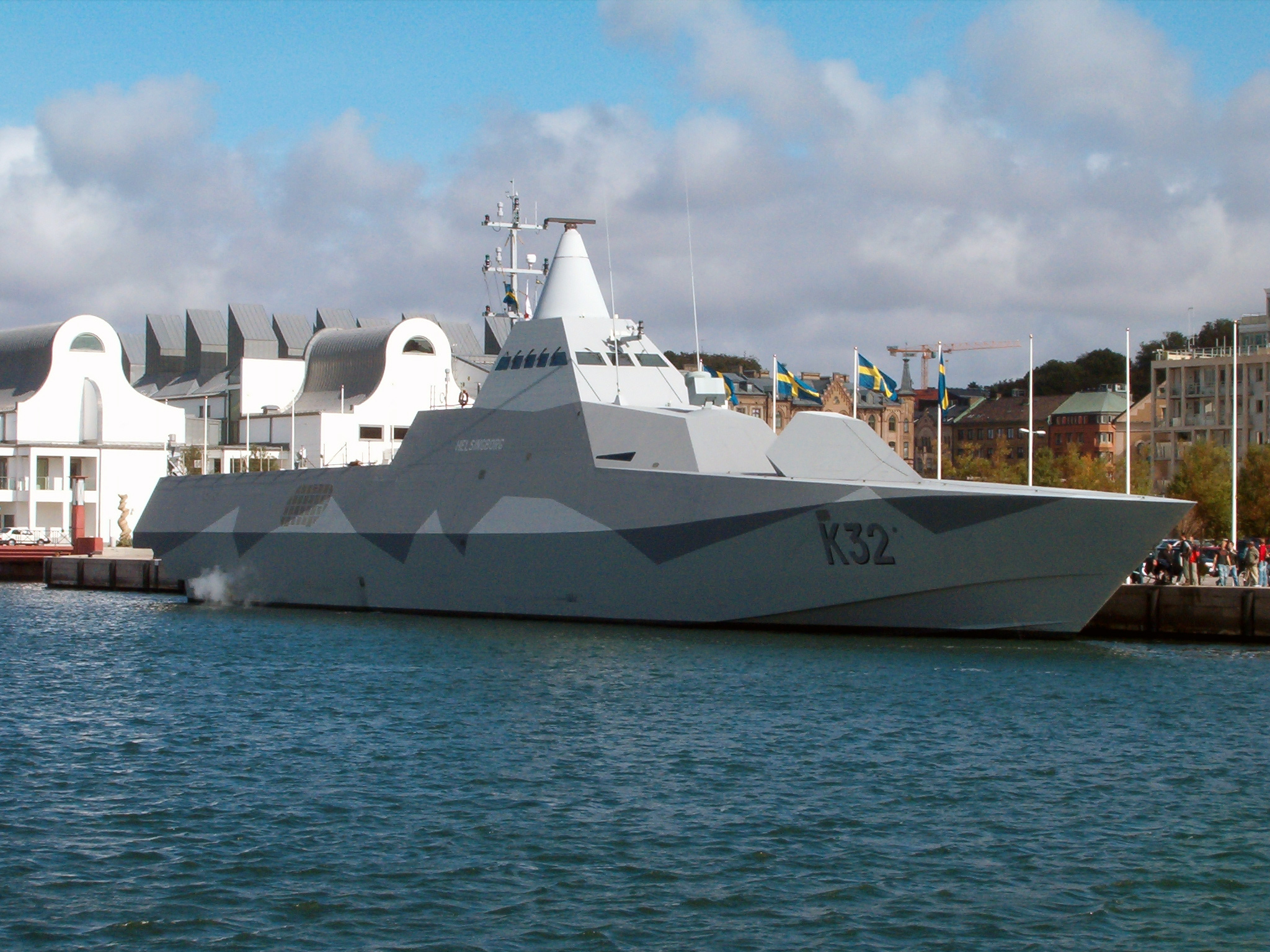
HMS Helsingborg van de Zweedse Marine, een stealthschip van de Visby-klasse.

Stealth (Engels: geheim, heimelijk(heid), steels, verborgen) is een verzamelnaam voor een reeks van maatregelen die als doel hebben een voertuig minder makkelijk detecteerbaar te maken. De bekendste hiervan is het minimaliseren van de radarreflectie, maar ook technieken voor het voorkomen van visuele detectie vallen onder de noemer stealth. Stealth wordt vooral gebruikt op militaire vliegtuigen en schepen.

## Geschiedenis
Verborgen zijn voor de tegenstander is al tijden een doctrine in de oorlogsvoering. Omdat luchtvaart echter nog relatief jong is, is ook pas relatief recent de ontwikkeling begonnen van technologieën om verborgen te zijn voor de tegenstander. Deze technologieën kwamen op als reactie op de uitvinding van radar. Ook op het gebied van de marine kwam de opkomst van stealth-technologieën pas na de uitvinding van sonar. Eerst werden deze toegepast op onderzeeboten en pas later op conventionele schepen.
Al tijdens de Eerste Wereldoorlog werden de eerste pogingen gedaan om stealth te vliegen. Duitsland deed proeven met het bedekken van een vliegtuig met cellon, met de bedoeling om het minder zichtbaar te maken. Het cellon weerspiegelde echter zonlicht, waardoor het toestel juist zichtbaarder werd.

## Stealth-technologieën

### Stealth-technologieën tegen radardetectie
Stealth-technologieën tegen radardetectie zijn ontworpen om een zo groot mogelijk deel van de radarstraal te absorberen en het overige deel, in een andere richting dan terug naar de bron, te reflecteren. Een manier om radarstraling te absorberen is het toepassen van magnetische materialen. Deze absorberen de energie van de radarstraal en zetten het om in warmte door middel van atoom- en moleculaire trillingen.

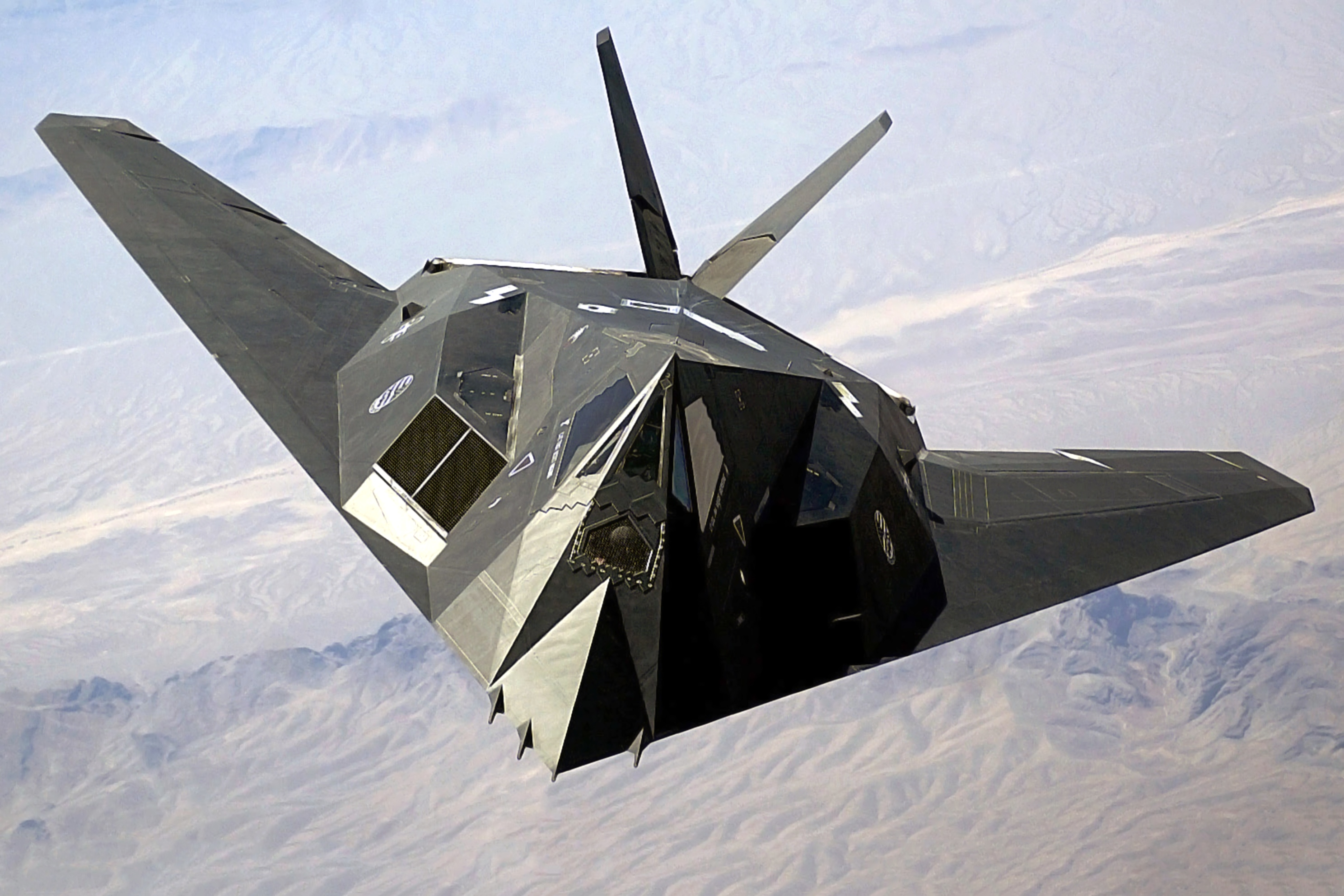
F-117 Nighthawk

Het reflecteren van een radarstraal naar de bron wordt voorkomen door de vormgeving van het toestel of schip. Zo worden uitstekende delen en haaks op elkaar staande vlakken vermeden. Wapens worden om deze reden intern vervoerd. Omdat voor elke richting de radarreflectie berekend moet worden en elk extra vlak extra rekenwerk betekent, resulteerde dit in combinatie met een gebrek aan rekenkracht in de hoekige vorm van de F-117 Nighthawk. Latere modellen stealthvliegtuigen hadden dit probleem minder door de toegenomen rekenkracht over de jaren.

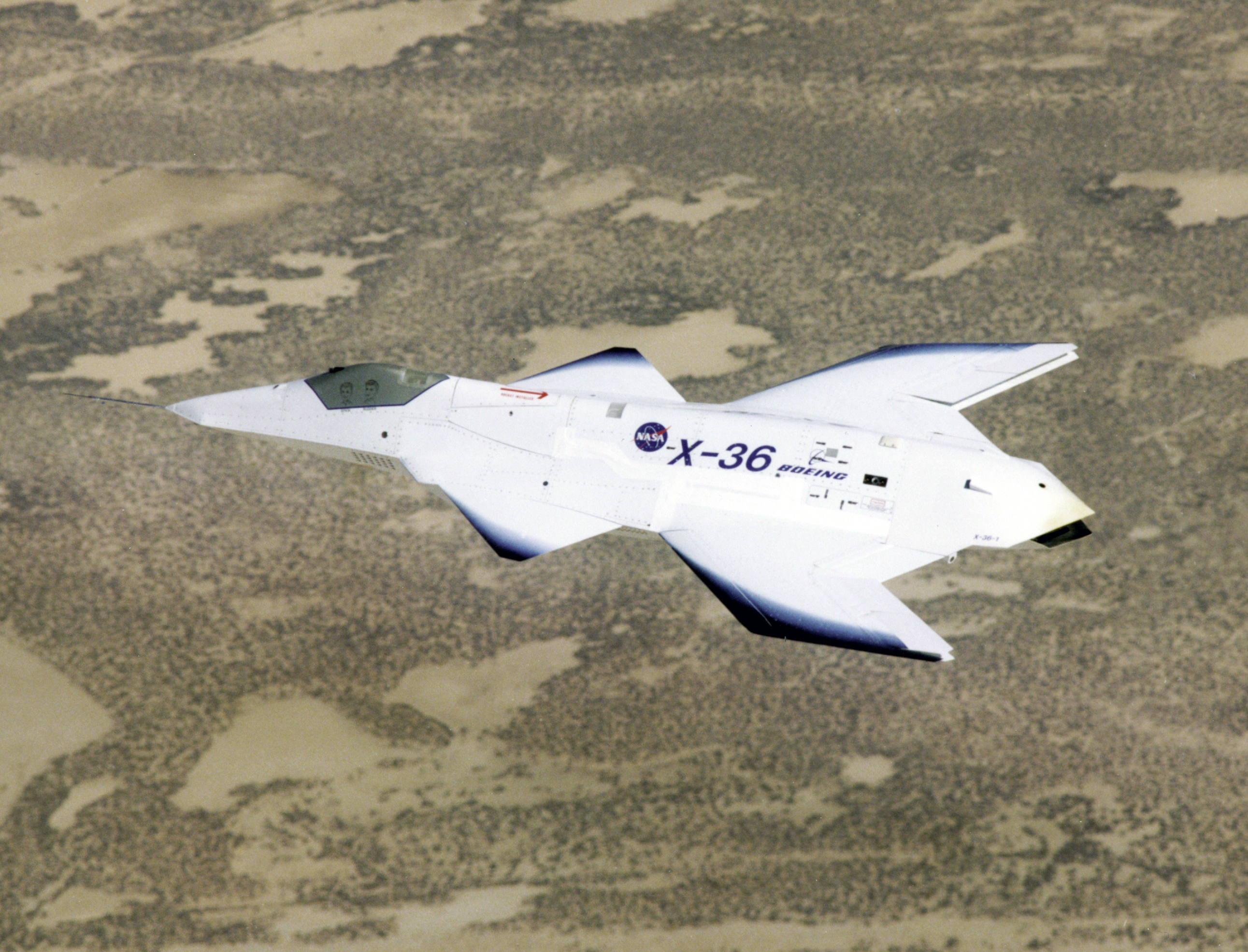
NASA's X-36 Tailless Fighter Agility Research Aircraft

Een van de moeilijkst te vermijden vormen op vliegtuigen zijn de rechte hoeken bij de verticale staartvlakken. De laatste jaren worden deze al iets schuin gezet op straaljagers, maar helemaal te vermijden zijn ze niet zonder de wendbaarheid te beïnvloeden. NASA is echter wel met onderzoeken bezig om dit in de toekomst mogelijk te maken. Hierbij zal de besturing van het vliegtuig gedeeltelijk geschieden door middel van thrust vectoring. Dit heeft al een werkend onderzoeksvliegtuig opgeleverd, de X-36.
Verder zijn ook diëlektrische materialen interessant omdat deze relatief veel radarstraling doorlaten. Bijzondere optische eigenschappen -lichtbreking of refractie gaan andersom- hebben de meta-materialen. Hier kleven echter ook nadelen aan: cockpitramen worden bijvoorbeeld bekleed met elektrisch geleidend materiaal, omdat dan een gecontroleerde radarreflectie ontstaat. Zou dit niet gedaan worden, dan zou de apparatuur in de cockpit voor een complexe radarreflectie zorgen.
Een manier om stealthvliegtuigen te detecteren is door het gebruik van bi- of multi-statische radars. Hierbij staan de zender en ontvanger op gescheiden locaties. Bij deze configuraties is het ook mogelijk meerdere zenders en/of ontvangers te gebruiken, waardoor de kans op het opvangen van een radarreflectie vergroot wordt. Onder andere het Britse defensiebedrijf Roke Manor Research heeft bedacht, dat dit relatief goedkoop kan door het gebruik van zendmasten voor mobiele telefonie en andere bronnen van radiogolven.

### Stealth-technologieën tegen infrarooddetectie
Omdat aan het einde van de Koude Oorlog de moderne Sovjetjagers, de Soe-27 en MiG-29 beschikten over een infraroodzoeksysteem, en infraroodgeleide raketten al snel na de Tweede Wereldoorlog gemeengoed waren behoort het voorkomen van infrarooddetectie ook tot de stealth-technologieën. Zo worden uitlaatgassen gekoeld en bij bijvoorbeeld de B-2 Spirit eerst langs een deel van het vliegtuig geleid zodat de huid van het vliegtuig de warmte kan opnemen. Ook liggen de motoren relatief diep in het vliegtuig verzonken. Warmteontwikkeling door wrijving is moeilijker tegen te gaan. Er zal een afweging gemaakt moeten worden tussen snelheid en stealth, en zelfs dan zal het vliegtuig altijd warmer zijn dan zijn omgeving.

### Stealth-technologieën tegen visuele detectie
De makkelijkste manier om een vliegtuig vanaf grote afstand met het oog te vinden is door het zoeken van condensstrepen in de lucht. Om die reden heeft de B-2 Spirit een systeem aan boord dat chloorfluor-sulfonzuur in de uitlaatgassen spuit. Dit gaat de vorming van ijskristallen, en daarmee de vorming van condensstrepen tegen. Ook worden aanvallen met stealthvliegtuigen bij voorkeur 's nachts uitgevoerd.

### Stealth-technologieën tegen akoestische detectie
Hoewel geluidsproductie bij vliegtuigen maar een kleine rol speelt, is het voor het bereiken van stealth toch van belang. Met stille motoren kan bijvoorbeeld laag boven de grond gevlogen worden, wat weer de kans op radardetectie minimaliseert. Voor schepen is het voorkomen van akoestische detectie nog meer van belang, omdat sonar veel gebruikt wordt.

## Voor- en nadelen van stealth
Hoewel de ontwikkelingskosten van stealthvliegtuigen en -schepen veel hoger liggen dan van hun conventionele tegenhangers, wordt ook de mogelijke vijand gedwongen tot investeringen in zijn luchtverdediging.
Een ander minpunt van stealth-technologie is de gevoeligheid voor schade en storingen. Om storingen te voorkomen heeft de USAF voor de B-2 Spirit bijvoorbeeld hangars met airconditioning moeten bouwen. Hierdoor is het vliegtuig maar van een beperkt aantal locaties inzetbaar. Vanwege exportverboden op stealth-technologieën lopen Amerikaanse vliegtuigfabrikanten ook de bijbehorende winsten mis tegenover de Europese en Russische vliegtuigfabrikanten die nog geen stealth toepassen in hun ontwerpen.